# Ante Rožić
Pour les articles homonymes, voir Rožić.
Anté Rozić, né le 8 mars 1986 à Bankstown, est un footballeur croato-australien.

## Biographie
Défenseur central de grande taille (1,90 m), il évolue de 2005 à 2009 dans différents clubs de Croatie avant d'être transféré au CS Sedan lors du mercato d'hiver de la saison 2008-2009, pour combler la blessure de Mohamed Ali Gharzoul. Il marque son premier but sous ses nouvelles couleurs lors du quatrième match de Ligue 2 opposant Sedan à Clermont, d'une tête sur un corner, pour une victoire finale de son équipe deux buts à un.
En fin de contrat en juin 2010, il n'est pas prolongé par le club ardennais, et est donc libre de s'engager avec le club de son choix pour la saison 2010-2011. Il choisit l'Arka Gdynia, club de première division polonaise.